# Michałów Pierwszy
Michałów Pierwszy est une localité polonaise de la gmina d'Opatówek, située dans le powiat de Kalisz en voïvodie de Grande-Pologne.